# Adjustment Team
"Adjustment Team" este o povestire științifico-fantastică a scriitorului american Philip K. Dick. A fost publicată prima dată în revista Orbit Science Fiction (septembrie-octombrie 1954, nr. 4) și ilustrată de Jack Faragasso. Mai târziu a fost reprodusă în The Sands of Mars and Other Stories - Nisipurile de pe Marte și alte povestiri (Australia) în 1958, The Book of Philip K. Dick - Cartea lui Philip K. Dick în 1973, The Turning Wheel and Other Stories (Marea Britanie) în 1977, The Collected Stories of Philip K. Dick în 1987 (Volumul II, editura Second Variety, Underwood-Miller, 1988 ( Gollancz, Marea Britanie), 1990 (Citadel Twilight, Statele Unite), Selected Stories of Philip K. Dick în 2002 și în The Early Work of Philip K. Dick, Volume One: The Variable Man & Other Stories în 2009. 
"Adjustment Team" - "Echipa de ajustare" a inspirat filmul din 2011 denumit The Adjustment Bureau -Gardienii destinului. 

## Rezumat
Sectorul T137 este programat pentru ajustare și un funcționar supervizează un câine Summoner pentru a se asigura că agentul imobiliar Ed Fletcher se află în interiorul Sectorului T137 în timpul procesului. Este necesar un lătrat la 8:15 pentru a chema un prieten cu o mașină. Din nefericire, o întârziere de 1 minut a lătratului provoacă apariția unui vânzător de asigurări,  ceea ce face ca Fletcher să plece la muncă mai târziu. Sosind în Sectorul T137 după ce a fost dezactivat, Fletcher intră într-o lume terifiantă și cenușie. După ce scapă de bărbați cu robe albe care îl urmăresc, el fuge de-a lungul străzii înapoi în lumea energică de zi cu zi din afara Sectorului T137, temându-se că a avut un episod psihotic. 
Funcționarul este adus în cabinetele administrative de nivel superior pentru a explica ce a mers prost cu Bătrânul, el decide să se ocupe personal de această situație neobișnuită și îi ordonă ca Fletcher să fie "adus aici". Complicând lucrurile în continuare, Fletcher îi spune soției sale Ruth despre experiența acumulată. În timp ce Ruth îl însoțește pentru susținere morală, Fletcher se întoarce la locul său de muncă pentru a dovedi că nu a suferit o tulburare psihică completă sau că a văzut ceva în spatele țesăturii realității, în timp ce încă se teme. Lucrurile par la început normale, iar Ruth pleacă, dar în curând își dă seama că oamenii și obiectele s-au schimbat subtil. Panicat, se duce la un telefon public pentru a avertiza poliția, însă cabina telefonului începe să urce spre cer cu Fletcher înăuntru. 
La întâlnirea cu Bătrânul, Fletcher crede mai întâi că este mort, dar este informat că este doar în trecere; că s-a făcut o corecție, a fost o eroare foarte gravă, el nu a fost schimbat, iar dezvăluirea către ceilalți a ceea ce a văzut este o amenințare gravă. "Procesul natural trebuie să fie completat - ajustat ici și acolo. Trebuie să se facă corecții. Suntem pe deplin autorizați să facem astfel de corecții. Echipele noastre de ajustare efectuează o activitate vitală." În acest caz, ajustarea este de a provoca un lanț de evenimente care să diminueze tensiunea de război dintre sovietici și blocul occidental capitalist. Fletcher are voie să se întoarcă fără să fie dezactivat și ajustat, cu condiția să nu spună nimănui adevărul pe care l-a aflat și s-o convingă pe soția sa că tot ce i-a spus deja a fost datorită unei situații psihologice temporare. Bătrânul îl amenință că, dacă nu reușește, el va avea o soartă teribilă când se vor întâlni din nou; și adaugă că fiecare persoană se întâlnește în cele din urmă cu Bătrânul. 
La întoarcere, Ruth îl prinde cu minciuna despre unde și-a petrecut după-amiaza și îi cere să-i spună adevărul, în timp ce încearcă să o împiedice cu o poveste pe care Ruth s-o creadă. Se aude un lătrat și un vânzător de aspiratoare sună la soneria de la ușă. În timp ce Ruth este distrasă de prezentarea vânzătorului, Fletcher se duce în dormitor, unde aprinde o țigară și cu recunoștință spune: "Mulțumesc... Cred că vom reuși - la urma urmei. Mulțumesc mult." 

## Comentarii critice
Povestea a fost descrisă ca "prima tentativă" a lui Dick a temei "tunelului de sub lume" a lui Frederik Pohl, în care se presupune că existența omenească este în totalitate un produs al unor manipulatori nevăzuți.  În Philip K. Dick and Philosophy, un critic a considerat povestea ca subliniind preocupările artistice de-a lungul vieții lui Dick în legătură cu "etica, existențialismul și filosofia", spunând că povestea (și filmul bazat în mod liber pe ea) erau în cele din urmă "despre cum să trăiești".